# 胡讯
胡讯，浙江大学教授，主要从事肿瘤生物学、抗癌药方面的研究，中国教育部第四批“长江学者”特聘教授。

## 生平
1981年和1984年，先后获得杭州大学生物系学士、硕士学位。20世纪80年代末90年代初，先后在维尔茨堡大学生物技术中心、西奈山伊坎医学院生理系从事博士后研究。
1995至2001年，在美国多个研究所工作，2001年至今，在浙江大学任教授，期间先后担任医学院肿瘤研究所副所长、教育部恶性肿瘤预警与干预重点实验室主任。